# The Blot
The Blot és un migmetratge de temàtica social, dirigit per Lois Weber amb el seu marit Phillips Smalley el 1921. La pel·lícula tracta el problema de la pobresa, centrant-se en la família d'un professor universitari que són honestos i treballadors, tot i així es moren de gana pels seus escassos ingressos. El repartiment inclou Claire Windsor, Louis Calhern i Marie Walcamp.
Una pel·lícula gens convencional, especialment en el seu dia. Weber va rodar en localitzacions reals, utilitzant la il·luminació natural tant com li va ser possible. Molts papers secundaris es van donar a no-professionals. Junt amb les seves escenes fredes i gens elegants, el final de pel·lícula en una nota ambigua, en què l'amor no correspost, la conveniència, i fins i tot la desesperació dels personatges són tots els factors. En un univers on la gent viu en cases reals, reprimides amb catifes nues de fil, la seva necessitat de seguretat i desig de comoditat substitueix la seva falta d'amor veritable. La pel·lícula també suggereix que cal alguna cosa més que la caritat per ajudar els pobres.
Les escenes es van filmar en exteriors al voltant de Los Angeles, especialment a la vella Universitat del campus de Los Angeles, ara Los Angeles City College.

## Repartiment
- Philip Hubbard: Andrew Theodore Griggs
- Margaret McWade: Mrs. Griggs
- Claire Windsor: Amelia Griggs
- Louis Calhern: Phil West
- Marie Walcamp: Juanita Claredon
- Gertrude Short: filla del veí Olsen

## Producció
La pel·lícula va ser produïda per Lois Weber per la seva companyia, Lois Weber Productions. Va ser rodada a Califòrnia, Los Angeles, a Boyle Heights i al Los Angeles City College, al 855 de la North Vermont Avenue.

## Distribució
Distribuïda per F.B. Warren Corporation, la pel·lícula va ser estrenada als cinemes dels EUA el 4 de setembre de 1921. Les còpies de la pel·lícula (una còpia en positiu en 35 mm en nitrat, una en negatiu i una en positiu en 35 mm) es conserven en els arxius del Museu d'Art Modern Una còpia en 16 mm es troba a la col·lecció de la Biblioteca de Cinema de l'EmGee, i una altra, sempre en 16 mm, en una col·lecció privada.
El 9 de desembre de 2003, la pel·lícula va ser distribuïda per Milestone Film & Video en una versió NTSC de 79 minuts, de la còpia restaurada de l'UCLA Film and Television Archive.
La pel·lícula s'esmenta en el documental The Silent Feminists: America's First Women Directors el 1993.